# Campionat d'Espanya de trial 2018
La temporada de 2018 del Campionat d'Espanya de trial fou la 51a edició d'aquest campionat, organitzat per la Reial Federació Motociclista Espanyola. El calendari oficial constava de 7 proves puntuables, celebrades entre l'11 de febrer i el 18 de novembre. Una de les proves programades es disputà als Països Catalans: La Nucia (la primera, l'onze de febrer).

## Classificació final
| Posició | Pilot            | Motocicleta | Punts |
| ------- | ---------------- | ----------- | ----- |
| 1       | Toni Bou         | Montesa     | 145   |
| 2       | Jeroni Fajardo   | Gas Gas     | 123   |
| 3       | Jaime Busto      | Gas Gas     | 114   |
| 4       | Jorge Casales    | Vertigo     | 91    |
| 5       | Albert Cabestany | Beta        | 85    |
| 6       | Miquel Gelabert  | Sherco      | 84    |
| 7       | Adam Raga        | TRRS        | 69    |
| 8       | Oriol Noguera    | JTG         | 67    |
| 9       | Gabriel Marcelli | Montesa     | 60    |
| 10      | Aniol Gelabert   | Scorpa      | 57    |

## Categories inferiors

### TR2
| Posició | Pilot        | Motocicleta | Punts |
| ------- | ------------ | ----------- | ----- |
| 1       | Pablo Suárez | Gas Gas     | 133   |
| 2       | Èric Miguel  | TRRS        | 128   |
| 3       | Sergi Ribau  | Beta        | 114   |

### TR3
| Posició | Pilot          | Motocicleta | Punts |
| ------- | -------------- | ----------- | ----- |
| 1       | David Millán   | TRRS        | 108   |
| 2       | Francesc Recio | Montesa     | 97    |
| 3       | Ignacio Martín | Gas Gas     | 54    |

### Altres
| Categoria | Guanyador      | Motocicleta |
| --------- | -------------- | ----------- |
| TR4       | Sergio Puyo    | Sherco      |
| Veterans  | Antoni Ramonet | Sherco      |
| Júnior    | Pol Medinyá    | Beta Trueba |
| Cadet     | Carlos Palma   | Beta Trueba |
| Juvenil A | Gaudí Vall     | Gas Gas     |
| Juvenil B | Marc Piquer    | Beta Trueba |

## Classificació per marques
| Posició | Marca       | Punts |
| ------- | ----------- | ----- |
| 1       | Gas Gas     | 284   |
| 2       | Beta Trueba | 248   |
| 3       | Sherco      | 173   |
| 4       | TRRS        | 137   |
| 5       | Montesa     | 91    |
| 6       | JTG         | 39    |
| 7       | Vertigo     | 31    |